# 羅爾山
72°18′S 0°21′E / 72.300°S 0.350°E
羅爾山是南極洲的山峰，位於東部南極洲的毛德皇后地，屬於斯維爾德魯普山脈的一部分，處於富格萊費萊特山以西13公里，海拔高度2,085米。